# Charles Sturridge
Pour les articles homonymes, voir Sturridge.
Charles Sturridge est un réalisateur, scénariste, producteur et acteur britannique né le 24 juin 1951 à Londres (Royaume-Uni).

## Biographie
Charles Sturridge est né à Londres en Angleterre, fils de Alyson Bowman Vaughan et Jerome Sturridge. Il a étudié au Stonyhurst College. Il est marié avec l'actrice Phoebe Nicholls depuis le 6 juillet 1985 avec qui il a eu trois enfants, Tom, Matilda et Arthur Sturridge.

## Filmographie

### Réalisateur
- 1978 : Strangers (série télévisée)
- 1980 : The Spoils of War (série télévisée)
- 1981 : Brideshead Revisited (feuilleton TV)
- 1983 : Runners
- 1987 : Un sketch (Aria)
- 1988 : Une poignée de cendre (A Handful of Dust)
- 1991 : L'Amour en larmes (Where Angels Fear to Tread)
- 1993 : A Foreign Field (Un certain jour de juin) (TV)
- 1996 : Les Voyages de Gulliver (Gulliver's Travels) (TV)
- 1997 : Le Mystère des fées : Une histoire vraie (FairyTale: A True Story)
- 2000 : Ohio Impromptu (TV)
- 2000 : Longitude (TV)
- 2002 : Shackleton (TV)
- 2005 : Lassie
- 2009 : Brontë
- 2010 : The Road to Coronation Street (TV)
- 2012 : The Scapegoat (film, 2012)The Scapegoat
- 2016 : Churchill's Secret

### Scénariste
- 1981 : Brideshead Revisited (feuilleton TV)
- 1987 : Un sketch (Aria)
- 1988 : Troubles (TV)
- 1988 : A Handful of Dust
- 1991 : L'Amour en larmes (Where Angels Fear to Tread)
- 2000 : Longitude (TV)
- 2002 : Shackleton (TV)
- 2005 : Lassie

### Producteur
- 2001 : Shackleton: Breaking the Ice (TV)
- 2004 : Andrew and Jeremy Get Married
- 2005 : Lassie

### Acteur
- 1968 : If.... : Martland
- 1975 : Edward the King (feuilleton TV) : Edward adolescent